# Habenaria quartzicola
Habenaria quartzicola är en orkidéart som beskrevs av Rudolf Schlechter. Habenaria quartzicola ingår i släktet Habenaria och familjen orkidéer. Inga underarter finns listade i Catalogue of Life.